# Karajia
Koordinaten: 6° 9′ 43″ S, 78° 1′ 16,9″ W

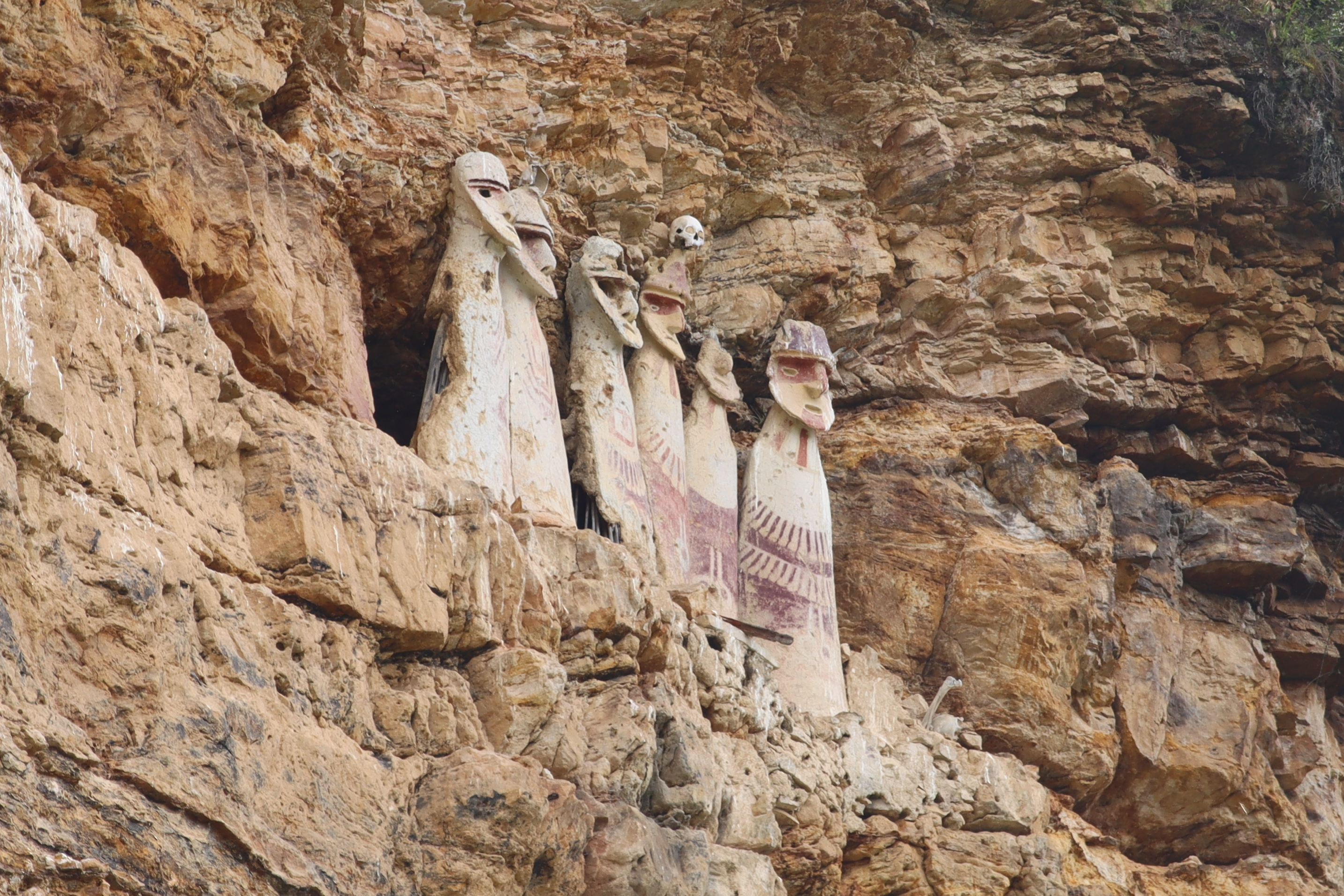
Die Sarkophage von Karajia

Karajia ist ein im Distrikt Luya in der Provinz Luya, in der Region Amazonas in Nordperu gelegenes Dorf und eine nach diesem Ort benannte Begräbnisstätte der Chachapoya-Kultur.
An einer Felswand, die sich etwa dreihundert Meter unterhalb des Dorfes befindet, sind auf halber Höhe mehrere Sarkophage zu sehen. In diesen wurden vermutlich Fürsten der Chachapoya bestattet.
Die in Hockstellung befindlichen, durch die gleich bleibenden Temperaturen gut erhaltenen Mumien innerhalb der Sarkophage blicken in Richtung Osten und damit in Richtung Sonnenaufgang, vermutlich weil die aufgehende Sonne Symbol für das Leben und infolge auch für das Leben nach dem Tod ist.
Eine ähnliche Denkweise ist bei vielen alten Kulturen der Anden zu beobachten, wie beispielsweise die ebenfalls Richtung Osten sehenden Toten der Nazca-Kultur auf dem Friedhof von Chauchilla zeigen.
Die Sarkophage sind aus Lehm und Stroh modelliert. Einige der Figuren sind während verschiedener Erdbeben in die Tiefe gestürzt. Im Dorf Karajia sind in einem Gebäude Fundstücke (eine Mumie, Grabbeigaben, das Kopfteil eines Sarkophags) ausgestellt.

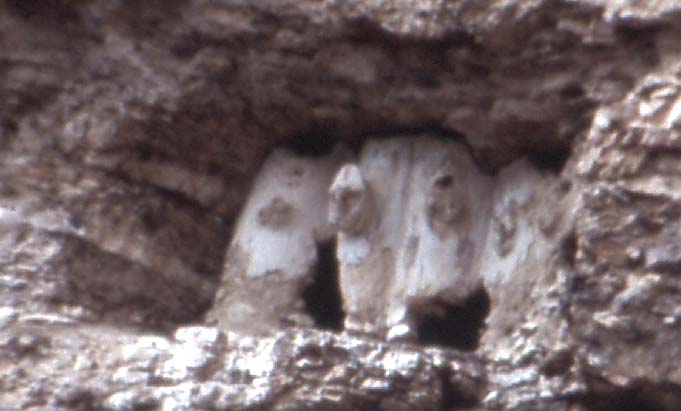
Linke Figurengruppe

Insgesamt gibt es drei verschiedene Figurengruppen aus unterschiedlichen Zeiten an der Felswand. Auf welche Weise die Sarkophage und die Toten auf die unzugänglichen Felsvorsprünge gelangt sind, kann bisher noch nicht eindeutig nachgewiesen werden. Am wahrscheinlichsten ist die Theorie, dass ein Felsband zu den entsprechenden Stellen führte; um die Begräbnisstätte vor einer Zerstörung durch die Spanier zu bewahren, könnte dieser Pfad zerstört worden sein.

## Anfahrt
Nach Karajia kommt man am besten von Chachapoyas, Hauptstadt der Region Amazonas. Chachapoyas wird von verschiedenen Busunternehmen angefahren und hat einen Flughafen, der derzeit aber nur sporadisch angeflogen wird. In Chachapoyas finden sich verschiedene Reiseagenturen und Fuhrunternehmen, die in Richtung Luya fahren, wo sich Karajia befindet.